# مانويل الثاني ملك البرتغال
مانويل الثاني (بالبرتغالية: Manuel II) (15 نوفمبر 1889 - 2 تموز 1932 ) آخر ملك للبرتغال من أسرة براغانزا العريقة وأيضا آخر ملك للبرتغال، وصل إلى العرش بعد اغتيال أبيه ملك البرتغال كارلوس الاول وشقيقه الأكبر ولي العهد لويس فيليب عام 1908، وقبل اعتلائه للعرش كان يعرف بـ ( دوق باجة). انتهى حكمه بسقوط الملكية في البرتغال بعد ثورة الخامس من أكتوبر 1910، عاش مانويل بقية حياته في المنفى إنجلترا الذي أجبرته عليه الجمهورية البرتغالية الأولى.

## روابط خارجية
- مانويل الثاني ملك البرتغال على موقع الموسوعة البريطانية (الإنجليزية)
- مانويل الثاني ملك البرتغال على موقع ميوزك برينز (الإنجليزية)